# Inge Feltrinelli
Inge Feltrinelli (nombre de nacimiento Schönthal; Göttingen, 24 de noviembre de 1930 – 20 de septiembre de 2018) fue una fotógrafa y directora editorial germanoitaliana. Junto a su hijo Carlo, dirigieron la empresa editorial Feltrinelli Editore.

## Biografía
Inge Schönthal nació el 24 de noviembre de 1930 en la ciudad alemana de Göttingen, antes de que su padre, de descendencia judía, se trasladara a los Países Bajos en 1938. De hecho, su ascendencia judía hizo que Inge fuera expulsada de la escuela secundaria de Göttingen.
Una vez acabada la Segunda Guerra Mundial, comenzó su carrera como fotógrafa en Hamburgo. En 1952, después de una larga estancia en Nueva York, hizo reportajes con Greta Garbo, Elia Kazan, John Fitzgerald Kennedy y Winston Churchill. También se hizo una gran amiga de Erwin Blumenfeld. También figura entre sus trabajos las fotografías a los escritores Ernest Hemingway, Edoardo Sanguineti, Allen Ginsberg, Günter Grass, Nadine Gordimer y a los artistas como Pablo Picasso y Marc Chagall.
En 1958, conoció al publicista de izquierdas Giangiacomo Feltrinelli con el que se casó en México y le siguió a Milán. Se hizo cargo de las relaciones internacionales de la Feltrinelli Editore y finalmente se convirtió en la jefa de facto de la editorial, ya que Feltrinelli unos años más tarde había abrazado la "lucha por la revolución contra el imperialismo".
En 1969, fue nombrada vicepresidenta en la reestructuración empresarial creada por Feltrinelli (que siguió siendo Presidente sólo nominalmente) en previsión de su transición a actividades clandestinas. Cuando su marido murió tres años después, durante un intento de ataque terrorista a la red eléctrica de Milán,  se convirtió en presidenta de la empresa, que dirigió junto con su hijo Carlo. Posteriormente se comprometió emocionalmente con el famoso diseñador y artista argentino Tomás Maldonado.

## Otras fuentes
- Knigge, Jobst C.. Feltrinelli – Sein Weg in den Terrorismus, Humboldt Universitaet Berlin 2010
- Scarzella, Luca & Fiori, Simonetta (2010), "Inge film" DVD and book, Feltrinelli, Milano ISBN 978-8-8077-4065-7